# Cornel Țăranu
Cornel Țăranu [korˈnel t͡səˈranu] (Kolozsvár, 1934. június 20. – 2023. június 18.) román zeneszerző és karmester.

## Élete
1951–1957 között zeneszerzést tanult a kolozsvári zeneakadémián Sigismund Toduță vezetésével. Ezt követően ugyanitt tanított, 1970–1990 között tanársegédként, majd a zeneszerzés professzoraként. 1966-67-ben a párizsi konzervatóriumban tanult Nadia Boulanger és Olivier Messiaen irányításával, 1968-69 pedig a darmstadti nyári kurzuson elemzést hallgatott Ligeti Györgynél.
1968-ban megalapította kolozsvári Ars Nova zenekart, amelynek azóta is zenei vezetője és karmestere. 1990 óta a romániai zeneszerzők szövetségének alelnöke, 1995 óta pedig ő igazgatja a kolozsvári modern zenei fesztivált.
Műveiért több ízben a romániai zeneszerző szövetség díját nyerte el (1972, 1978, 1981, 1982 és 2001). 1993-ban a Román Akadémia tagjává választották, 2002-ben pedig a francia Chevalier de l'Ordre des Arts et des Lettres kitüntetést kapta. Zenekari művei mellett két operát, kamarazenét, kórusműveket, dalokat és filmzenét is szerzett.

## Művei
- Trió hegedűre, brácsára és csellóra, 1952
- Vers-Szonáta klarinétra és zongorára, 1954
- Erdélyi ballada csellóra és zongorára, 1956
- Szonáta fuvolára és zongorára, 1960
- Sequences vonószenekarra, 1960
- Sonata Ostinato zongorára, 1961
- Contrastes I zongorára, 1962
- Sinfonia brevis, 1962
- Három darab klarinétra és zongorára, 1962-64
- Két madrigál József Attila versére, női kórusra, 1962
- Doina (Camil Baltazar szövegével) vegyeskarra, 1963
- Horea tölgyfája, kantáta Leonida Neamțu szövegére, női karra és zenekarra, 1963
- Szonáta oboára és zongorára, 1963
- Contrastes II zongorára, 1963
- Két madrigál Lucian Blaga szövegére, női karra, 1964
- Két madrigál Ion Vinea szövegére, női karra, 1965
- Symmetries, 1965
- Incantations, 1965
- Két madrigál Ady Endre szövegére, vegyeskarra, 1965-66
- Concerto zongorára és zenekarra, 1966
- Intercalations zongorára és zenekarra, 1967
- Dialogues II zongorára, 1967
- Sinfonietta giocosa vonószenekarra, 1968
- Alternances, 1968
- Don Giovanni titka, opera, 1969-70
- Raccords kiszenekarra, 1971
- Supplex I vegyeskarra, 1971
- Cortège, kantáta Avram Iancu emlékezetére, vegyeskarra és zenekarra, 1973
- Supplex II kantáta vegyeskarra és kiszenekarra, 1974
- Long Song klarinétra, zongorára és vonoszenekarra, 1974
- Verlaine síremléke (Stéphane Mallarmé szövege), 1975
- 2. Sinfonie Aulodica, 1975-76
- Resonances I gitárra, 1977
- Resonances II gitárra és vonósnégyesre, 1978
- Offrandes I fuvolára és két ütőegyüttesre, 1978
- Offrandes II fuvolára, vonósnégyesre, nagybőgőre, zongorára és három ütőegyüttesre, 1978
- Cantus Transylvaniae, kantáta vegyeskarra és kiszenekarra Kantate für gemischten Chor und kleines Orchester, 1978
- Garlands, 1979
- Prolegomenes I zongorára és vonósnégyesre, 1981
- Prolegomenes II zongorára és vonószenekarra, 1982
- Sinfonietta, 'Pro Juventute' vonószenekarra, 1984
- 3. szimfónia "Signes", 1984
- Szonáta klarinétra és ütőhangszerekre, 1985
- Horea (Nichita Stănescu szövege) vegyeskarra, 1985
- Sonata rubato I oboára, 1986
- Sempre ostinato I klarinétra, 1986
- Sempre ostinato II klarinétra, vonósnégyesre, nagybőgőre, zongorára és ütőhangszerekre, 1986-88
- 4. szimfónia "Ritornele", 1987
- Sonata rubato II oboára, zongorára és vonószenekarra, 1988
- Szonáa nagybőgőre, 1988
- Offrandes III négy fuvolára, zongorára és ütőhangszerekre, 1988
- Testamentum vegyeskarra, 1988
- Solo Sonata brácsára, 1990
- Dedications (Nichita Stănescu) basszusra, beszélőre, vegyeskarra és kiszenekarra, 1991
- Solo Sonata csellóra, 1992
- Mosaïques klarinétra, vonósnégyesre, zongorára és ütőhangszerekre, 1992
- Cadenze concertante csellóra és kiszenekarra, 1993
- Trajectoires fuvolára, klarinétra, puzonra, hegedűre, csellóra és ütőhangszerekre, 1994
- Remembering Bartók I oboára és zongorára, 1995
- Remembering Bartók II oboára, vonósnégyesre, nagybőgőre, zongorára és ütőhangszerekre, 1995
- Responsorial I klarinétokra, zongorára és ütőhangszerekre, 1996
- Antiphona fuvolára és zenekarra, 1996
- Responsorial III klarinétra, fagottra, brácsára, csellóra, zongorára és ütőhangszerekre, 1997
- Fúvósötös fuvolára, oboára, klarinétra, angolkürtre és fagottra, 1997
- Concerto oboára és vonószenekarra, 1998
- Cadenze per Antiphona fuvolára, 1998
- Oreste-Oedipe, opera, 1999-2001
- Concerto breve fuvolazenekarra, 2002
- Modra rijeka – Blue River (Mak Dizdar szövege) vegyeskarra, 2002

## Filmzene
- Ítélet, 1970, rendező Kósa Ferenc
- Mere roșii (Piros almák), 1976, rendező Alexandru Tatos
- Mai presus de orice (Mindenek felett), 1978, rendező Nicolae Mărgineanu
- Omul în loden (A lódenkabátos ember), 1979, rendező Nicolae Mărgineanu
- Întoarcerea din iad (Visszatérés a pokolból), 1983, rendező Nicolae Mărgineanu
- Întunecare (Sötétedés), 1985, rendező Alexandru Tatos
- Pădureanca (Az erdei lány), 1987, rendező Nicolae Mărgineanu
- Flăcări pe comori (Lángok a kincsek felett), 1988, rendező Nicolae Mărgineanu
- Im Süden meiner Seele (A lelkem déli részén), 1989, rendező Friedrich Schuller
- Undeva în Est (Valahol keleten), 1991, rendező Nicolae Mărgineanu

## Fordítás
Ez a szócikk részben vagy egészben a Cornel Țăranu című német Wikipédia-szócikk ezen változatának fordításán alapul.  Az eredeti cikk szerkesztőit annak laptörténete sorolja fel. Ez a jelzés csupán a megfogalmazás eredetét és a szerzői jogokat jelzi, nem szolgál a cikkben szereplő információk forrásmegjelöléseként.